# Periodo dei tulipani
Il periodo dei tulipani o era dei tulipani (1718–1730) (in lingua turca ottomana: لاله دورى, in lingua turca, Lâle Devri) fu il periodo della storia ottomana compreso tra il Trattato di Passarowitz del 21 luglio 1718 e la  rivolta di Patrona Halil del 28 settembre 1730. Fu un periodo relativamente pacifico, durante il quale l'Impero ottomano  iniziò a orientarsi verso l'Europa.
Il nome deriva dalla mania per i tulipani scoppiata nella corte ottomana. Coltivare questo fiore era diventata una pratica abituale. Il periodo dei tulipani illustrava i conflitti portati dalla precoce cultura del consumismo. Durante questo periodo l'élite e la corte ottomana avevano dimostrato un'immensa predilezione per il tulipano, che veniva utilizzato in varie occasioni. I tulipani definivano la nobiltà e il privilegio, sia in termini materiali che simbolici.

## Ascesa e caduta

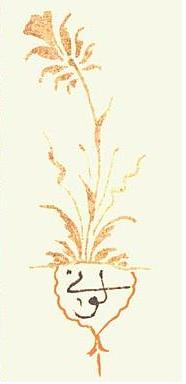
Disegno di un tulipano di Abdulcelil Levni (1720)

Sotto il regno del sultano Ahmed III, il gran visir Nevşehirli Damat İbrahim Pascià, negli anni 1720, intraprese nuove politiche e programmi promuovendo il commercio e l'industria.
Il gran visir si preoccupò di migliorare i rapporti commerciali e di aumentare le entrate, il che aiuterebbe a spiegare il ritorno ai giardini e allo stile più pubblico della corte ottomana durante questo periodo. Egli era anche appassionato di bulbi di tulipani e fu un esempio per l'élite di Istanbul che iniziò a coltivare un'infinita varietà di tulipani, anche nella pittura, celebrandone la stagionalità.
Lo stile dell'abbigliamento ottomano e la sua cultura materiale incorporarono la passione per il tulipano. All'interno di Istanbul, era possibile trovare tulipani, dai mercati dei fiori alle arti plastiche, alle sete e ai tessuti. Pertanto, il tulipano divenne un simbolo dal fascino mitico, che si trovava nei palazzi ottomani e nell'abbigliamento. Il tulipano può essere visto come un monumento romantico che rappresenta i ricchi e l'élite e, allo stesso tempo, la fragilità del dominio dispotico.

## Cultura

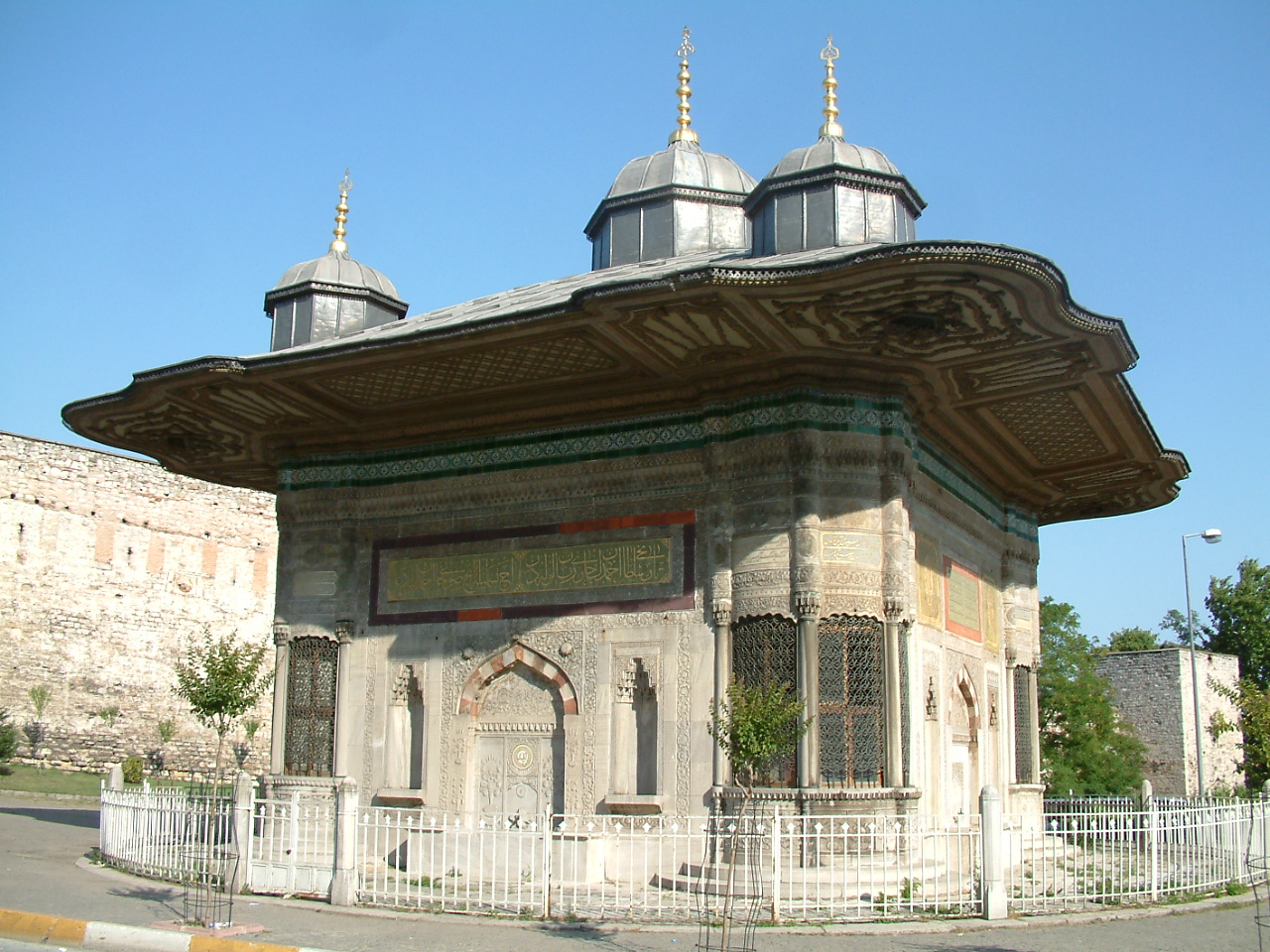
La Fontana di Ahmed III è un classico esempio di architettura del periodo dei tulipani.

Il periodo dei tulipani vide una fioritura di arte, cultura e architettura. Generalmente lo stile dell'architettura e della decorazione divenne più elaborato, influenzato dal periodo barocco in corso. Un classico esempio ne è la Fontana di Ahmed III sita di fronte al Palazzo di Topkapı di Istanbul. Lo stile architettonico è una fusione di elementi classici islamici con quelli europei barocchi, che lo rendono una notevole architettura ottomana del XVIII secolo.
Il tulipano venne elogiato anche nella poesia e nei motivi pittorici. Ad oggi, nella moderna Turchia, il tulipano è ancora considerato l'incarnazione della perfezione e della bellezza. La Turkish Airlines decora i suoi aerei con un dipinto di un tulipano sulla fusoliera.

## Importanti figure durante il periodo
- Nevşehirli Damat İbrahim Pascià (1718–1730) fu il gran visir dell'Impero, genero del Sultano Ahmed III.
- Grande ammiraglio Mustafa Pascià – era il figliastro del gran visir e viene ricordato per aver creato quarantaquattro nuove varietà di tulipani[2]
- Ibrahim Muteferrika – un convertito ungherese che aveva fondato la prima tipografia ottomana
- Nedim – un poeta che aprì nuove strade sfidando il canone tradizionale, scrivendo nel turco parlato a Istanbul e utilizzando forme metriche popolareggianti.
- Abdulcelil Levni – un eccezionale pittore di miniature che iniziò a lavorare ad Edirne ed a Istanbul, dove studiò pittura e divenne pittore di corte,  restaurando la tradizione ottomana di album in miniatura. Questi album dipinti da Levni vennero chiamati Tulipani poiché rispecchiavano la struttura degli stati sociali, classificando i membri distinti del regime in base ai risultati ottenuti nella floricoltura.[2]

## Ribellione e fine del Periodo dei tulipani
I prezzi dei tulipani cominciarono a salire, negli ultimi decenni del XVII secolo, e raggiunsero il picco nel 1726-1727 prima dell'intervento statale. Ciò rifletteva la domanda per il valore gonfiato dei bulbi rari e le crescenti richieste di fiori nei palazzi e nei giardini dell'élite.
La mania dei tulipani dimostrò il potere dello stato di regolare l'economia aumentando i prezzi dei bulbi. All'epoca i cortigiani inoltrarono una petizione per denunciare la pratica dei venditori di fiori, che approfittavano della richiesta dell'élite aumentando i prezzi dei bulbi. Ciò portò alla produzione di inventari di fiori e listini prezzi da consegnare al giudice di Istanbul per i dovuti provvedimenti.